# Rylski rajon
Der Rajon Rylsk oder Rylski rajon ist eine Verwaltungseinheit in der russischen Oblast Kursk.
Der Verwaltungssitz des Rajons ist Rylsk.

## Geografie
Der Rajon grenzt an die Rajons Gluschkowo, Chomutowka, Lgow und Korenewo sowie an die ukrainischen Rajons Schostka und Konotop (mit einer gemeinsamen Grenze von nur etwa einem Kilometer) in der Oblast Sumy.

### Flüsse
Das Rajongebiet wird von den Flüssen Sejm (linker Nebenfluss der Desna), Obesta, Amonka, Rylo, Klewen, Kamenka und Krupka durchflossen.

### Klima
In diesem Rajon ist das Klima kalt und gemäßigt. Es gibt während des Jahres eine erhebliche Menge an Niederschlägen. Dfb lautet die Klassifikation des Klimas nach Köppen und Geiger.

## Geschichte
Der Rajon Rylsk wurde am 30. Juli 1928 als Okrug Rylsk gebildet. Im Jahr 1934 wurde er Teil der neu gebildeten Oblast Kursk.

## Kommunale Selbstverwaltung
Auf dem Territorium des Rajons Rylsk bestehen 1 Stadt- und 16 Landgemeinden (Dorfsowjets).

### Stadtgemeinden
| Name        | Verwaltungssitz | Anzahl der Orte | Einwohner (2010) | Fläche [km²] |
| ----------- | --------------- | --------------- | ---------------- | ------------ |
| Stadt Rylsk | Rylsk           | 1               | 16.319           | 16,26        |

### Landgemeinden (Dorfsowjets)
| Name             | Verwaltungssitz        | Anzahl der Orte | Einwohner (2010) | Fläche [km²] |
| ---------------- | ---------------------- | --------------- | ---------------- | ------------ |
| Bereznikowski    | Berezniki              | 18              | 0756             | 169,90       |
| Bobrowski        | Kuliga                 | 06              | 0173             | 052,54       |
| Durowski         | Durowo                 | 03              | 0159             | 037,34       |
| Iwanowski        | Iwanowskoje            | 09              | 3996             | 171,71       |
| Kosinski         | Kosino                 | 07              | 0910             | 079,23       |
| Krupezki         | Krupez                 | 15              | 1755             | 111,24       |
| Lomakinski       | Swoboda                | 03              | 0093             | 035,66       |
| Malogneuschewski | Malogneuschewo         | 04              | 1629             | 044,00       |
| Michajlowski     | Michajlowka            | 03              | 0444             | 048,24       |
| Nekrasowski      | Nekrasowo              | 16              | 1091             | 175,80       |
| Nechajewski      | Nechajewka             | 03              | 0548             | 065,43       |
| Nikolnikowski    | Makejewo               | 21              | 1015             | 179,26       |
| Oktjabrski       | Stepanowka             | 03              | 0654             | 054,80       |
| Prigorodnenski   | Prigorodnjaja Slobodka | 06              | 0952             | 050,85       |
| Studenokski      | Studenok               | 10              | 0744             | 154,71       |
| Schtschekinski   | Schtschekino           | 04              | 0371             | 058,05       |

## Einwohnerentwicklung
| Jahr | Einwohner |
| ---- | --------- |
| 2002 | 40.714    |
| 2004 | 40.100    |
| 2005 | 39.486    |
| 2007 | 37.708    |
| 2009 | 37.633    |
| 2010 | 33.158    |
| 2011 | 33.076    |
| 2012 | 32.767    |
| 2013 | 32.605    |
| 2014 | 32.293    |
| 2015 | 31.975    |
| 2016 | 31.693    |
| 2017 | 31.609    |
| 2018 | 31.184    |